# Хренов, Борис Аркадьевич
Борис Аркадьевич Хренов (30 июня 1931, Ленинград — 9 июля 2021) — советский и российский физик, работавший в области экспериментальной физики космических лучей, доктор физико-математических наук (1987), ведущий научный сотрудник НИИ ядерной физики МГУ (НИИЯФ МГУ), заслуженный научный сотрудник МГУ имени М. В. Ломоносова (2001).

## Биография
Борис Хренов родился в Ленинграде 30 июня 1931 года. Его отец — Аркадий Фёдорович Хренов, военный деятель, впоследствии генерал-полковник инженерных войск (1944), Герой Советского Союза (1940).
В 1949 году, после окончания средней школы, Борис Хренов поступил на физический факультет Московского государственного университета имени М. В. Ломоносова. После выбора специальности учился на кафедре космических лучей, окончил факультет в 1954 году.
В 1955 году Борис Хренов начал свою работу в Научно-исследовательском институте ядерной физики МГУ (НИИЯФ МГУ). Сначала он работал младшим научным сотрудником, с 1971 года — старшим научным сотрудником, а с 1988 года был ведущим научным сотрудником института, работал в лаборатории космических лучей предельно высоких энергий Отдела космических наук (ОКН) НИИЯФ МГУ.
В 1962 году защитил кандидатскую диссертацию на тему «Изучение потоков μ-мезонов высокой энергии в составе атмосферных ливней», а в 1987 году — докторскую диссертацию на тему «Мюоны высокой энергии в составе широких атмосферных ливней и взаимодействие частиц космических лучей сверхвысокой энергии с ядрами атомов воздуха».
Получив грант от программы Фулбрайта, в 1980 году Борис Хренов читал лекции по ядерной физике (основная тема — космические лучи и атмосферные ливни) на факультете физики и астрономии Университета Нью-Мексико в Альбукерке (США). Кроме того, в разное время он работал в университетах Польши, Великобритании, Мексики и Южной Кореи.
Борис Хренов был членом научного совета Российской академии наук по проблеме «Космические лучи», а также членом секции «Физика космических лучей» координационного научно-технического совета «Роскосмоса».
Скончался 9 июля 2021 года.

## Научные результаты
Основные научные результаты Бориса Хренова связаны с экспериментальными исследованиями космических лучей сверхвысоких энергий, включающими в себя анализ широких атмосферных ливней (ШАЛ), а также с изучением транзиентных световых явлений в атмосфере Земли. Он является автором или соавтором более 230 научных работ.
Одно из главных направлений научной работы Бориса Хренова — исследование мюонной компоненты широких атмосферных ливней. Анализ экспериментальных данных, проведённый в работах Хренова и его соавторов, продемонстрировал, что мюонная компонента не содержит значительной части энергии первичной частицы. Таким образом, наблюдаемые изломы спектров широких атмосферных ливней по числу частиц, а также по энерговыделению каскадов частиц в атмосфере, должны быть связаны с изломами в спектре первичных частиц.
В частности, Борис Хренов является одним из авторов открытия «Закономерность в энергетическом спектре космических лучей» (совместно с Г. Б. Христиансеном, Г. В. Куликовым, В. И. Соловьёвой, А. Т. Абросимовым и С. Н. Верновым), внесённого в Государственный реестр открытий СССР 16 июня 1970 года под № 84 с приоритетом от 22 апреля 1958 года. Формула открытия: «Экспериментально установлена ранее неизвестная закономерность в энергетическом спектре космических лучей (до энергии ≈ 1017 эВ), заключающаяся в том, что показатель степени {\displaystyle \gamma } интегрального спектра, при энергиях {\displaystyle \lesssim \;}2·1015 эВ равный 1,7, при бо́льших энергиях увеличивается до значения {\displaystyle \gamma =\;}2,3».
Борис Хренов участвовал в разработке и создании подземного мюонного детектора для изучения широких атмосферных ливней. Им были получены экспериментальные данные о пространственном распределении мюонов, пороговая энергия которых составляла около 10 ГэВ. Он участвовал в создании подземного мюонного магнитного спектрометра, с помощью которого были получены данные для пространственно-энергетического распределения мюонов с энергиями от 10 до 500 ГэВ, а также в разработке установки ШАЛ-1000 для изучения космических лучей предельно высоких энергий.
Борис Хренов был руководителем ряда экспериментов, проводимых на космических аппаратах «Университетский-Татьяна-1» (2005—2007), «Университетский-Татьяна-2» (2009—2010) и «Вернов» (2014). Он также принимал активное участие в исследованиях, проводимых с помощью запущенного в 2016 году спутника «Михайло Ломоносов», был научным руководителем эксперимента ТУС (орбитальный детектор «Трековая УСтановка»).

## Награды и премии
В 1989 году Борис Хренов был удостоен Премии имени М. В. Ломоносова I степени за работу «Новые методы исследования широких атмосферных ливней и физика высоких энергий» (совместно с Г. Б. Христиансеном и Н. Н. Калмыковым).
Он также был награждён медалью имени К. Э. Циолковского и медалью имени Ю. А. Гагарина Федерации космонавтики России.
В 2001 году Борису Хренову было присвоено почётное звание заслуженного научного сотрудника МГУ имени М. В. Ломоносова.

## Некоторые публикации

### Статьи
- С. Н. Вернов, Б. А. Хренов, Г. Б. Христиансен. Изучение потоков μ-мезонов высокой энергии в составе широкого атмосферного ливня. Журнал экспериментальной и теоретической физики, 1959, т. 37, вып. 5, с. 1252—1265.
- Б. А. Хренов. Пространственное распределение мюонов высокой энергии в составе ШАЛ. Известия Академии наук СССР, серия физическая, 1962, т. 26, с. 689—691.
- Н. П. Ильина, Б. А. Хренов, З. В. Ярочкина. Мюоны в составе ШАЛ (взаимодействие с веществом). Ядерная физика, 1973, т. 18, с. 854—864.
- B. A. Khrenov, V. P. Stulov. Detection of meteors and sub-relativistic dust grains by the fluorescence detectors of ultra high energy cosmic rays. Advances in Space Research, 2006, v. 37, No. 10, p. 1868—1875.
- G. K. Garipov, B. A. Khrenov, M. I. Panasyuk. Correlation of atmospheric UV transient events with lunar phase. Geophysical Research Letters, 2008, v. 35, No. 10, L10807.

### Научно-популярные публикации
- Б. А. Хренов. Релятивистские метеоры. Наука в России, 2001, № 4, с. 12—16.
- Б. А. Хренов, М. И. Панасюк. Посланники космоса: дальнего или ближнего? Космические лучи ультравысокой энергии. Природа, 2006, № 2, с. 17—25.
- Б. А. Хренов. Космические лучи самых высоких энергий. Есть ли энергетический предел для частиц, приходящих из космоса к земле?. Наука и жизнь, 2008, № 10, с. 2—8.
- Б. А. Хренов, П. А. Климов. Ожидается открытие. Природа, 2008, № 4, с. 39—41.
- П. А. Климов, Б. А. Хренов. Новый шаг в изучении космических лучей. Ультрафиолетовый глаз спутника «Ломоносов» наблюдает флуоресценцию ночной атмосферы. Наука и жизнь, 2018, № 4, с. 50—57.